# Berlin-Plötzensee

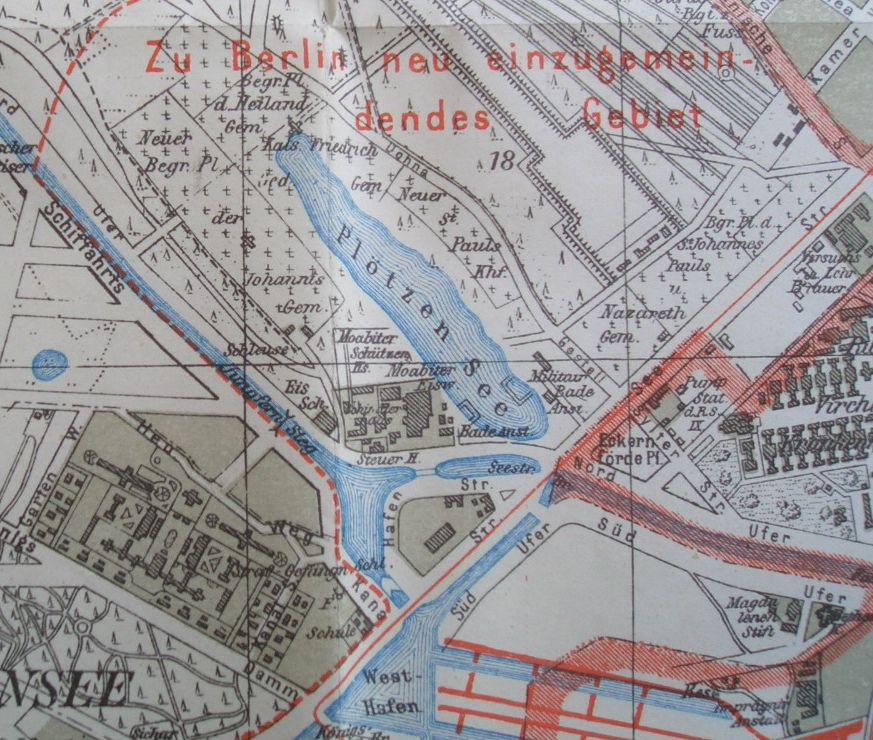
Teileingemeindung, 1915

Gutsbezirk Plötzensee, 1899

Plötzensee ist eine Ortslage im Berliner Ortsteil Charlottenburg-Nord (Bezirk Charlottenburg-Wilmersdorf). Bekannt ist der Name durch Justizvollzugsanstalten, vor allem durch die Hinrichtungen zur Zeit des Nationalsozialismus im damaligen Strafgefängnis Plötzensee.

## Lage
Der frühere Gutsbezirk Plötzensee umfasste zum Zeitpunkt seiner Eingemeindung nach Berlin 1920 das Gebiet rund um die damalige Strafanstalt Plötzensee zwischen dem Berlin-Spandauer Schifffahrtskanal und dem heutigen Friedrich-Olbricht-Damm. Heute werden auch das nördlich anschließende Gewerbegebiet sowie die westlich anschließenden Kleingartenanlagen zu Plötzensee gerechnet.
Der namensgebende Plötzensee befindet sich heute im benachbarten Ortsteil Wedding des Bezirks Mitte.

## Geschichte

Plötzensee 1893

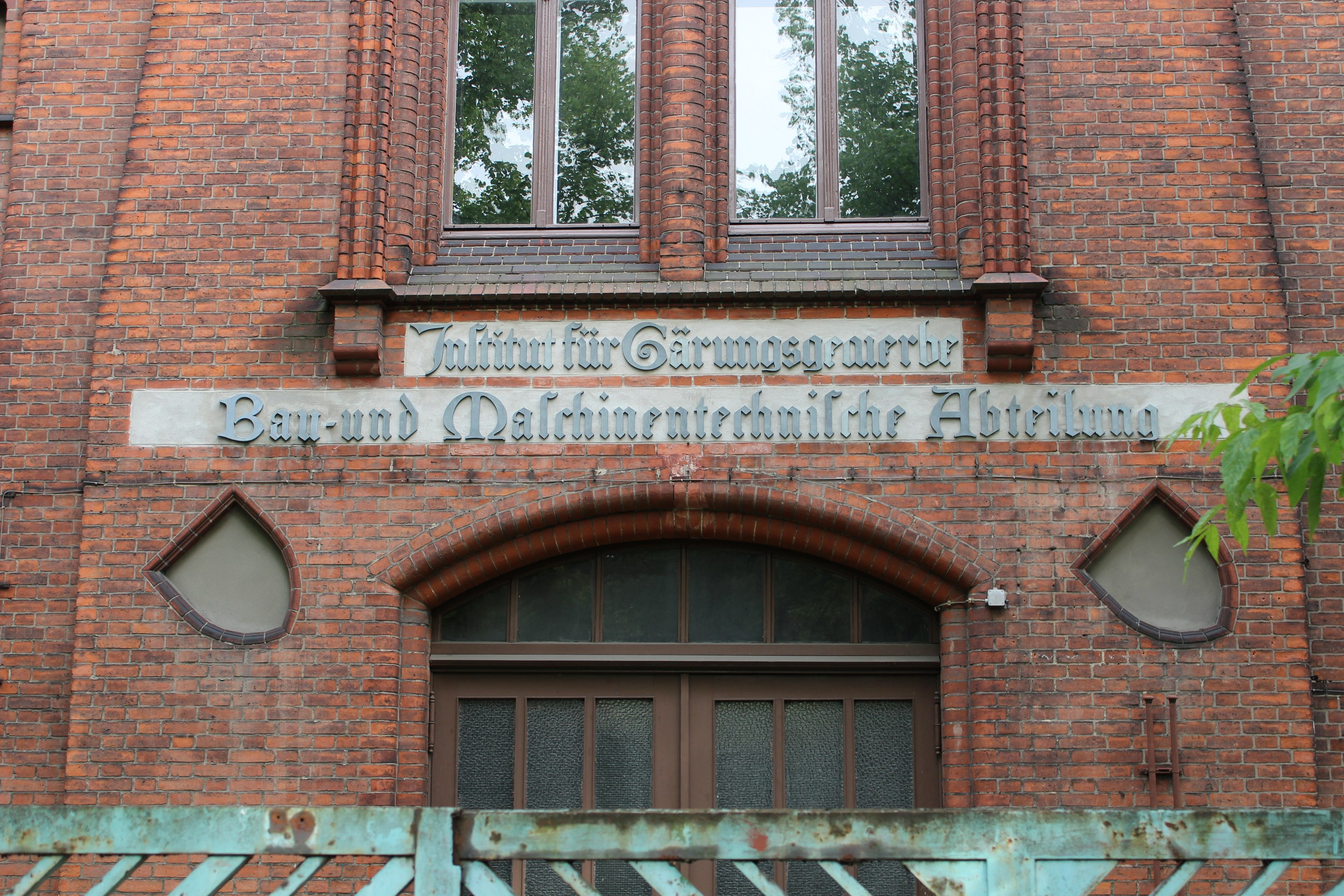
Institut für Gärungsgewerbe

Im ausgehenden 19. Jahrhundert war Plötzensee ein fiskalischer Gutsbezirk im preußischen Regierungsbezirk Potsdam, Kreis Niederbarnim, nordwestlich von Berlin am Berlin-Spandauer Schifffahrtskanal und am Südostrand der Jungfernheide gelegen. Der Gutsbezirk umfasste auch Gebiete südlich der Seestraße, insbesondere das Gebiet des heutigen Westhafens.
Mit Berlin war der Gutsbezirk bereits um 1905 durch eine Straßenbahnlinie verbunden, die durch die Seestraße führte. Nördlich der Seestraße entstand zwischen 1868 und 1879 ein großes Strafgefängnis für 1500 Gefangene. Darüber hinaus existierten in Plötzensee ein Siechenhaus, ein Magdalenenstift und auf dem späteren Westhafengelände das Johannesstift mit Pädagogium, Institute für das Gärungsgewerbe, für die Zuckerindustrie und für landwirtschaftliche Maschinentechnik.
Außerdem gab es am Kanal ein Tanklager mit Petroleumfabrik der Waried. 1905 lebten 3079 Einwohner in Plötzensee, davon 480 Katholiken und 101 Juden.
Die östlich des Berlin-Spandauer Schifffahrtskanals und südlich der Seestraße gelegenen Teile des Gutsbezirks wurden 1915 nach Berlin eingemeindet. Der Gutsbezirk Plötzensee wurde hierdurch deutlich verkleinert und umfasste seitdem auf eine Fläche von 52 Hektar nur noch das Strafgefängnis mit seiner näheren Umgebung. Bei der Bildung von Groß-Berlin wurde 1920 auch dieses Gebiet nach Berlin eingemeindet und dabei überwiegend dem Bezirk Charlottenburg zugeordnet. Die schon 1915 nach Berlin eingemeindeten Gebiete kamen 1920 zu den Bezirken Tiergarten und Wedding.

## Gegenwart

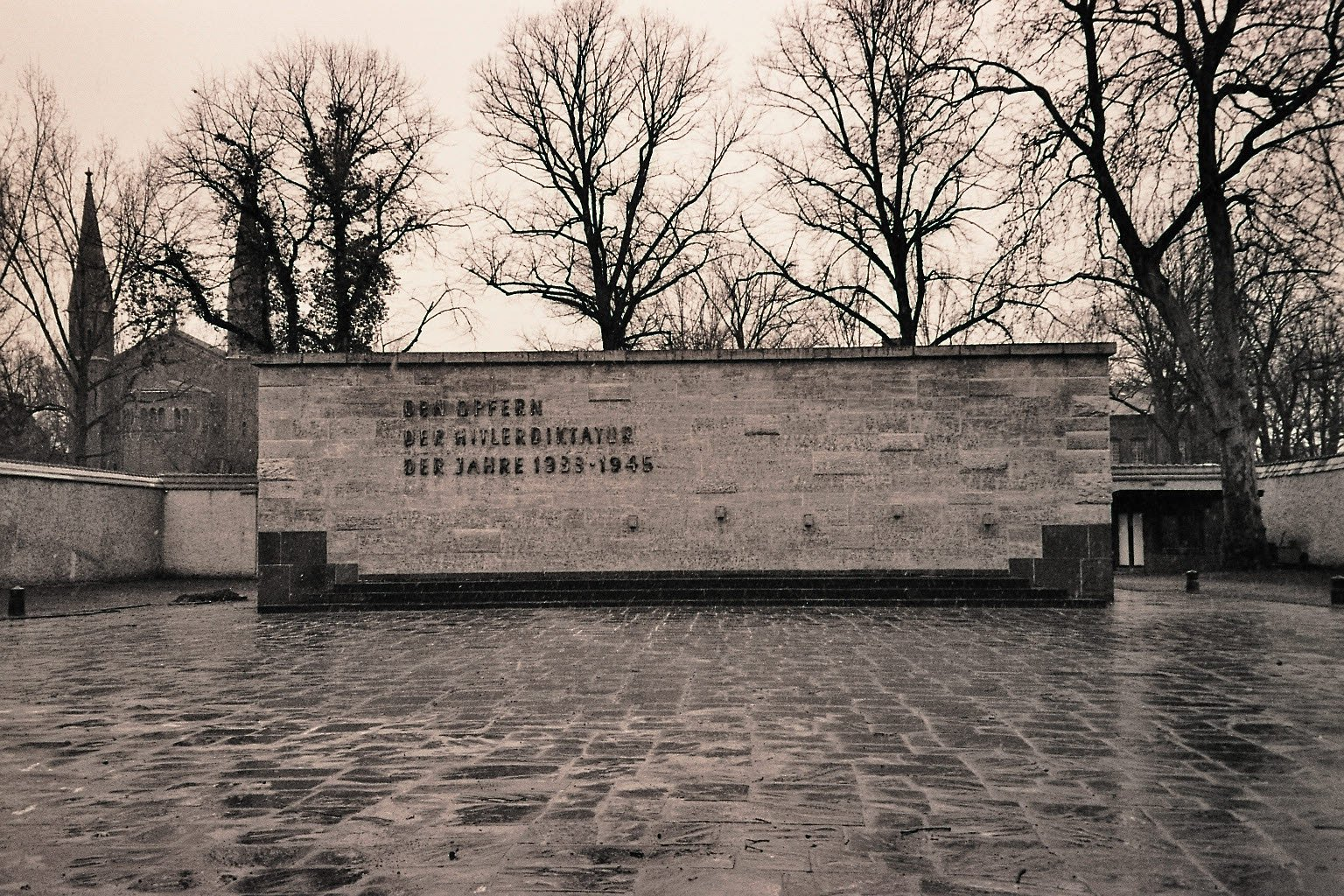
Gedenkstätte Plötzensee

Auf dem Gelände des ehemaligen Strafgefängnisses Plötzensee befindet sich die Gedenkstätte Plötzensee, die an die Opfer des Nationalsozialismus erinnert. Mit der Justizvollzugsanstalt Plötzensee, der Justizvollzugsanstalt Charlottenburg sowie der Jugendstrafanstalt Berlin liegen drei eigenständige Justizvollzugseinrichtungen in Plötzensee.
Am nördlichen Rand von Plötzensee liegt ein größeres Gewerbegebiet; unter anderem mit der Firmenzentrale der früheren Fluggesellschaft Air Berlin. Ein Teil des Gewerbegebietes erstreckt sich über das Gelände der ehemaligen Speerplatte. Auf dem restlichen Gebiet von Plötzensee befinden sich zahlreiche Kleingartenanlagen. Diese Gärten liegen in einem früheren Feuchtgebiet, das vom Pfefferluchgraben entwässert wird.

## Umgebung
In der westlich an Plötzensee anschließenden Paul-Hertz-Siedlung befindet sich am Heckerdamm das Gemeindezentrum Plötzensee mit dem Bilderzyklus Plötzenseer Totentanz von Alfred Hrdlicka. Ebenfalls am Heckerdamm in der Paul-Hertz-Siedlung liegt die Gedenkkirche Maria Regina Martyrum. Sie ist die „Gedächtniskirche der deutschen Katholiken zu Ehren der Blutzeugen für Glaubens- und Gewissensfreiheit in den Jahren 1933–1945“. Das Areal gilt als herausragendes Beispiel einer gelungenen Einheit von Kirchenbau und Bauplastik. Der markante Glockenturm am Eingang des kopfsteingepflasterten, von mit schwarz-grauen Basaltkieselplatten verkleideten Mauern eingefassten Feierhofs mit bronzenem Kreuzweg und Freialtar von Otto Herbert Hajek besteht aus zwei Betonpfeilern, die ein Eingangstor und den zweigeschossigen Glockenstuhl mit fünf Glocken zwischen sich nehmen. Auf der langgestreckten Fassade der Oberkirche befindet sich die dreigliedrige vergoldete Plastik Apokalyptische Frau von Fritz Koenig. Im indirekt beleuchteten Kirchenraum befinden sich unter anderem ein monumentales Altargemälde von Georg Meistermann und eine Sitzende Madonna aus Südfrankreich.
Seit 2018 verbindet ein „Park der Erinnerung“ in der „Gedenkregion Charlottenburg-Nord“ die Gedenkstätte Plötzensee und die benachbarten Gedenkkirchen, die sich dem Gedenken an den Widerstand gegen die Nazi-Diktatur widmen. 10 Gedenkstelen bieten Informationen zu den Erinnerungsorten und der Geschichte.